# NGC 4991
NGC 4991 é uma galáxia espiral (Sb) localizada na direcção da constelação de Virgo. Possui uma declinação de +02° 20' 54" e uma ascensão recta de 13 horas, 09 minutos e 15,2 segundos.
A galáxia NGC 4991 foi descoberta em 30 de Abril de 1864 por Albert Marth.